# Liga de Desenvolvimento Sub-14 da CBF
A Liga de Desenvolvimento Sub-14 é uma competição de futebol feminino organizada pela Confederação Brasileira de Futebol (CBF). Lançada em 2017, faz parte do programa "Evolución", promovido pela Confederação Sul-Americana de Futebol (CONMEBOL), atuando como fase classificatória para a Festa Evolução, o torneio internacional.
Desde sua edição inaugural, em 2017, a competição segue um formato misto, com fase de grupos seguida por duas etapas eliminatórias. Centro Olímpico e São Paulo são os maiores campeões até então, com dois títulos conquistados ao longo de sua participação. 

## História
A Liga de Desenvolvimento Sub-13 começou a ser disputada em 2017, estabelecendo-se como a fase nacional da Festa Evolução, uma iniciativa da CONMEBOL criada para promover o desenvolvimento do futebol na América do Sul. O Tiger Academia conquistou o título na primeira edição, superando o Internacional na decisão. O Centro Olímpico, por sua vez, teve êxito ao conquistar dois títulos consecutivos nas edições seguintes.
Em 2020, a quarta edição estava inicialmente prevista para começar no final de novembro. No entanto, em razão da pandemia de COVID-19, foi cancelada. O retorno ocorreu no ano seguinte, com o Internacional sendo coroado o novo campeão. No entanto, a competição foi novamente suspensa em 2022, voltando a ser retomada apenas em 2023. Naquela edição, a Ferroviária foi campeã. Nas duas edições seguintes, o São Paulo ficou com o título.

## Campeões

### Títulos por clube
| Pos  | Clube           | Títulos | Vices | 3.º lugar | 4.º lugar |
| ---- | --------------- | ------- | ----- | --------- | --------- |
| 1.ª  | Centro Olímpico | 2       | 1     | —         | —         |
| 2.ª  | São Paulo       | 2       | —     | 1         | —         |
| 3.ª  | Internacional   | 1       | 3     | 1         | —         |
| 4.ª  | Ferroviária     | 1       | 1     | —         | 1         |
| 5.ª  | Tiger Academia  | 1       | —     | —         | —         |
| 6.ª  | Grêmio          | —       | 1     | 1         | 1         |
| 7.ª  | Fluminense      | —       | 1     | —         | —         |
| 8.ª  | Chapecoense     | —       | —     | 2         | 1         |
| 9.ª  | Corinthians     | —       | —     | 1         | 1         |
| 10.ª | Criciúma        | —       | —     | 1         | —         |
| 11.ª | Minas Brasília  | —       | —     | —         | 1         |
| 11.ª | Mundo Novo      | —       | —     | —         | 1         |
| 11.ª | Vitória         | —       | —     | —         | 1         |

### Títulos por federação
| Pos | Clube             | Títulos | Vices | 3.º lugar | 4.º lugar |
| --- | ----------------- | ------- | ----- | --------- | --------- |
| 1.ª | São Paulo         | 6       | 2     | 2         | 2         |
| 2.ª | Rio Grande do Sul | 1       | 4     | 2         | 2         |
| 3.ª | Rio de Janeiro    | —       | 1     | —         | —         |
| 4.ª | Santa Catarina    | —       | —     | 3         | 1         |
| 5.ª | Bahia             | —       | —     | —         | 1         |
| 5.ª | Distrito Federal  | —       | —     | —         | 1         |

### Títulos por região
| Pos | Clube        | Títulos | Vices | 3.º lugar | 4.º lugar |
| --- | ------------ | ------- | ----- | --------- | --------- |
| 1.ª | Sudeste      | 6       | 3     | 2         | 2         |
| 2.ª | Sul          | 1       | 4     | 5         | 3         |
| 3.ª | Nordeste     | —       | —     | —         | 2         |
| 4.ª | Centro-Oeste | —       | —     | —         | 1         |

## Formato
Desde sua edição inaugural, em 2017, a Liga de Desenvolvimento Sub-13 é disputada por oito clubes, distribuídos em dois grupos. Após três rodadas, os dois primeiros colocados de cada grupo avançam às semifinais. Nas fases eliminatórias, os classificados se enfrentam em partidas únicas, que definem não apenas o campeão e o vice, mas também o terceiro e o quarto colocados. Em 2025, uma mudança foi implementada para aumentar o número de jogos, garantindo que todos os clubes disputem cinco partidas ao longo da competição, independentemente da classificação na primeira fase. Para viabilizar isso, foi criada a Série Prata, destinada aos times que terminassem em terceiro e quarto lugar em seus respectivos grupos.